# ابراهیم در گلستان
ابراهیم در گلستان فیلمی عروسکی به کارگردانی ایرج امامی بود. این فیلم ساخته ۱۳۶۱ خورشیدی بود و در اولین دوره جشنواره فیلم فجر به نمایش در آمد. مرضیه محبوب، ناصر امامی و شهلا هوشیار در این فیلم بازی کردند. این فیلم بخشی از زندگی ابراهیم و مبارزه وی بر ضد بت‌پرستی را به صحنه کشیده بود.

## خلاصه داستان
این فیلم عروسکی که در اوایل انقلاب ایران ساخته شده درباره دوران پیامبری ابراهیم و مبارزه او با بت‌پرستی است.